# Graciela Borges
Graciela Borges, pseudonimo di Graciela Noemí Zabala (Buenos Aires, 10 giugno 1941), è un'attrice e conduttrice radiofonica argentina, considerata un'icona di bellezza ed una delle maggiori interpreti del cinema nazionale.

## Biografia
Nata a Buenos Aires, Graciela crebbe insieme alla madre e al fratello Marcos dopo la separazione dei genitori; il padre, aviatore, viveva e lavorava a Dolores. La bambina venne istruita in un collegio di suore irlandesi, dove veniva schernita dalle compagne per la sua voce profonda. Per questo motivo, smise di parlare per molto tempo, finché un'amica della madre la convinse ad iscriverla a un corso di declamazione nel quale lei si appassionò alla recitazione.

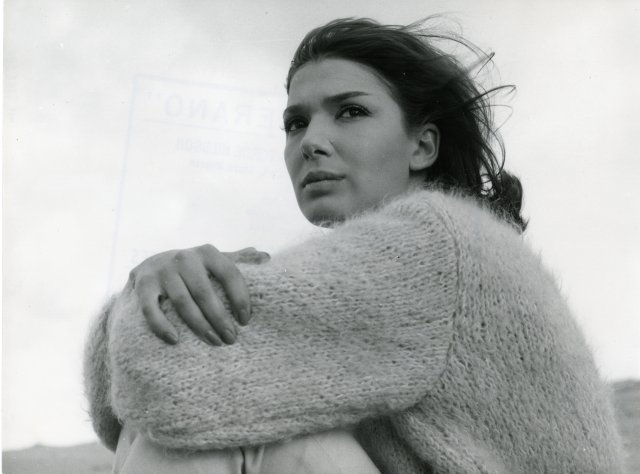
Graciela Borges nel film Piel de verano (1961)

Durante l'infanzia, ebbe modo di viaggiare molto insieme alla madre e frequentò le case di numerosi intellettuali, tra cui Rafael Alberti, dove ebbe modo di conoscere Vittorio Gassman, la madre di Che Guevara e Matilde Urrutia.
A quattordici anni, venne scelta dal regista Hugo del Carril per recitare nel film Una cita con la vida, ma il padre Tomás Zabala le vietò di utilizzare il proprio cognome; fu così che Graciela prese il cognome dello scrittore Jorge Luis Borges, amico di famiglia.
All'età di vent'anni, sposò il pilota automobilistico Juan Manuel Bordeu, da cui ebbe il figlio Juan Cruz Bordeu; la coppia si separò nel 1972. Ebbe in seguito numerose relazioni sentimentali con personaggi pubblici, tra cui il regista Raúl de la Torre, il musicista Paul McCartney e il calciatore Marcos Gutiérrez.
Ebbe l'occasione di lavorare con i principali cineasti della sua epoca e conobbe numerosi personaggi del jet-set tra cui Jean Cocteau, Paul Newman, Pablo Picasso e Frank Sinatra.
Nel corso della sua carriera girò oltre cinquanta film e nel 2006 venne definita dalla rivista Vogue come "la grande attrice del cinema argentino". Vinse la Concha de Plata alla migliore attrice nel 1971 e due Condor d'argento nel 2002 e nel 2019, oltre a un Condor d'argento alla carriera nel 2015.
Nel 2003 ottenne la cittadinanza onoraria del comune di Buenos Aires.
Dal 2019 condusse la trasmissione radiofonica Una mujer su Radio Nacional Argentina.
Nel 2023 annunciò il proprio ritiro dalle scene, sostenendo di essere vittima della sindrome da burnout.

## Filmografia

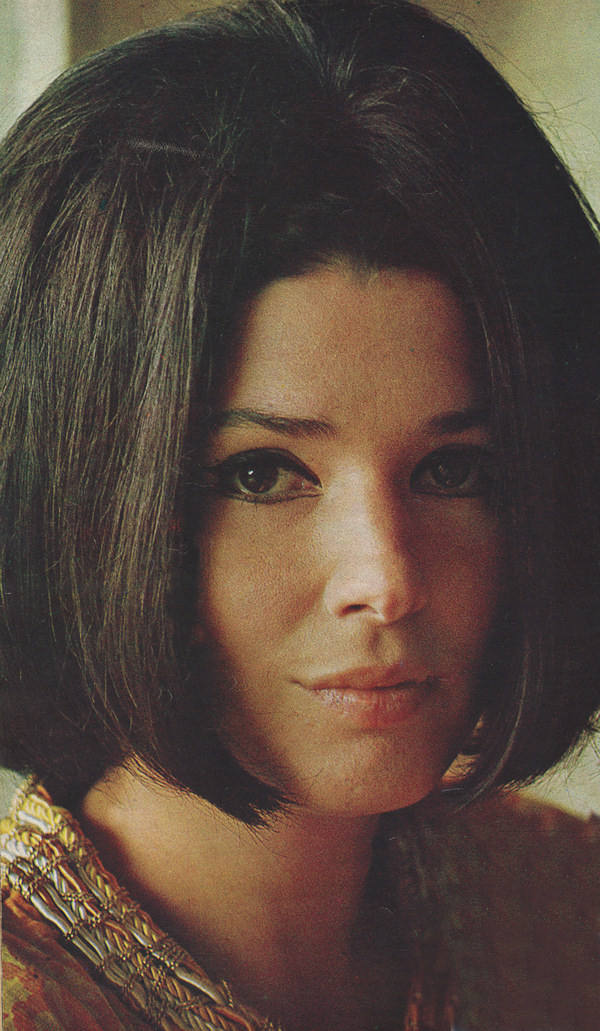
Graciela Borges nel 1970

### Cinema
- Una cita con la vida, regia di Hugo del Carril (1958)
- El jefe, regia di Fernando Ayala (1958)
- Zafra, regia di Lucas Demare (1959)
- Gringalet, regia di Rubén W. Cavallotti (1959)
- Fin de fiesta, regia di Leopoldo Torre Nilsson (1960)
- Piel de verano, regia di Leopoldo Torre Nilsson (1961)
- Los viciosos, regia di Enrique Carreras (1962)
- Propiedad, regia di Mario Soffici (1962)
- La terraza, regia di Leopoldo Torre Nilsson (1963)
- Racconto, regia di Ricardo Becher (1963)
- Una excursión a los indios ranqueles, regia di Derlis María Beccaglia (1963)
- Circe, regia di Manuel Antín (1964)
- La boda, regia di Lucas Demare (1964)
- Convención de vagabundos, regia di Rubén W. Cavallotti (1965)
- Orden de matar, regia di Román Viñoly Barreto (1965)
- De profesión sospechosos, regia di Enrique Carreras (1966)
- El Rey en Londres, regia di Aníbal Uset (1966)
- Una máscara para Ana, regia di Rubén W. Cavallotti (1966)
- La chica del lunes, regia di Leopoldo Torre Nilsson (1967)
- Los traidores de San Ángel, regia di Leopoldo Torre Nilsson (1967)
- Martín Fierro, regia di Leopoldo Torre Nilsson (1968)

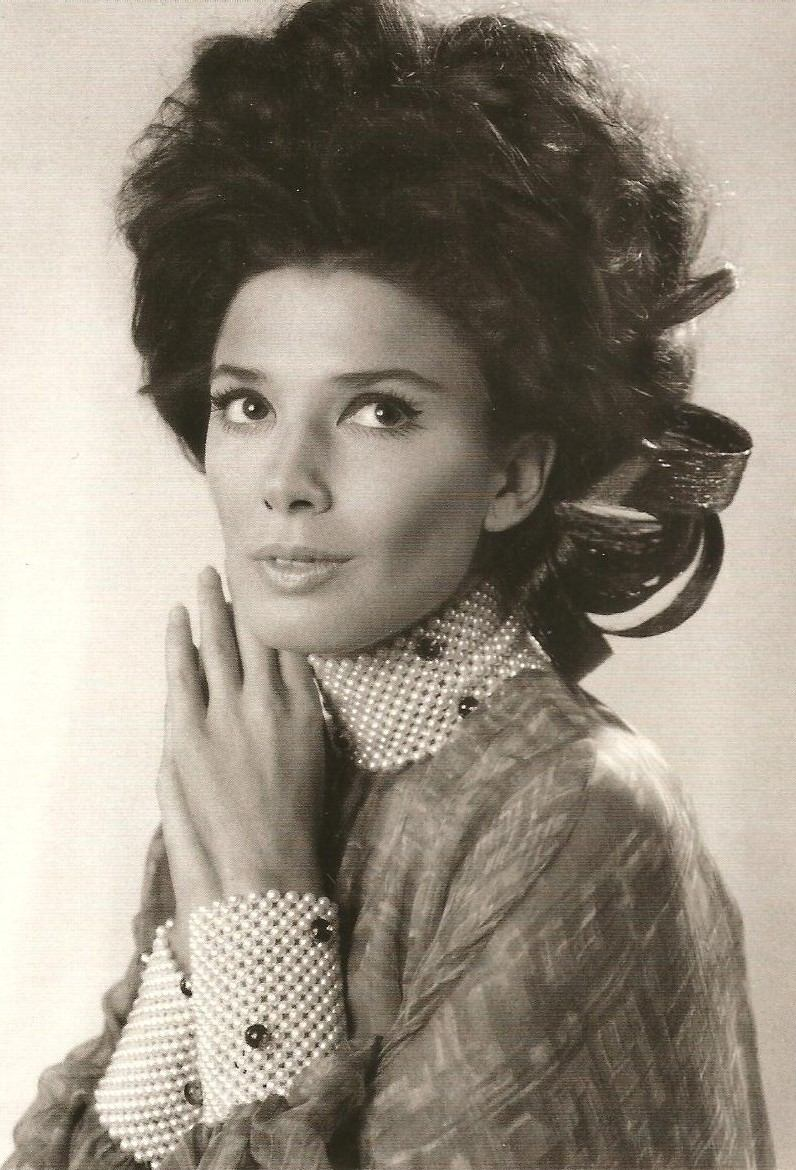
Graciela Borges nel 1971

- El dependiente, regia di Leonardo Favio (1969)
- Crónica de una señora, regia di Raúl de la Torre (1971)
- Heroína, regia di Raúl de la Torre (1972)
- La revolución, regia di Raúl de la Torre (1973)
- Vení conmigo, regia di Luis Saslavsky (1973)
- Triángulo de cuatro, regia di Fernando Ayala (1975)
- Sola, regia di Raúl de la Torre (1976)
- Saverio, el cruel, regia di Ricardo Wullicher (1977)
- El infierno tan temido, regia di Raúl de la Torre (1980)
- Los pasajeros del jardín, regia di Alejandro Doria (1982)
- Pubis angelical, regia di Raúl de la Torre (1982)
- Fiebre amarilla, regia di Javier Torre (1982)
- Voglia di libertà (Pobre mariposa), regia di Raúl de la Torre (1986)
- Kindergarten, regia di Jorge Polaco (1989)
- Funes, un gran amor, regia di Raúl de la Torre (1993)
- Sobre la tierra, regia di Nicolás Sarquís (1998)
- La ciénaga, regia di Lucrecia Martel (2001)
- ¿Sabés nadar?, regia di Diego Kaplan (2002)
- Mercano, el marciano, regia di Juan Antín (2002)

Graciela Borges con Rita Hayworth nel 1976

- Monobloc, regia di Luis Ortega (2005)
- Las manos, regia di Alejandro Doria (2006)
- Dos hermanos, regia di Daniel Burman (2010)
- Miss Tacuarembó, regia di Martín Sastre (2010)
- Viudas, regia di Marcos Carnevale (2011)
- Un amor en tiempos de selfies, regia di Emilio Tamer (2014)
- Tokio, regia di Maxi Gutiérrez (2015)
- El espejo de los otros, regia di Marcos Carnevale (2015)
- Resentimental, regia di Leonardo Damario (2016)
- Il segreto di una famiglia (La Quietud), regia di Pablo Trapero (2018)
- La casa delle stelle (El cuento de las comadrejas), regia di Juan José Campanella (2019)

### Televisione

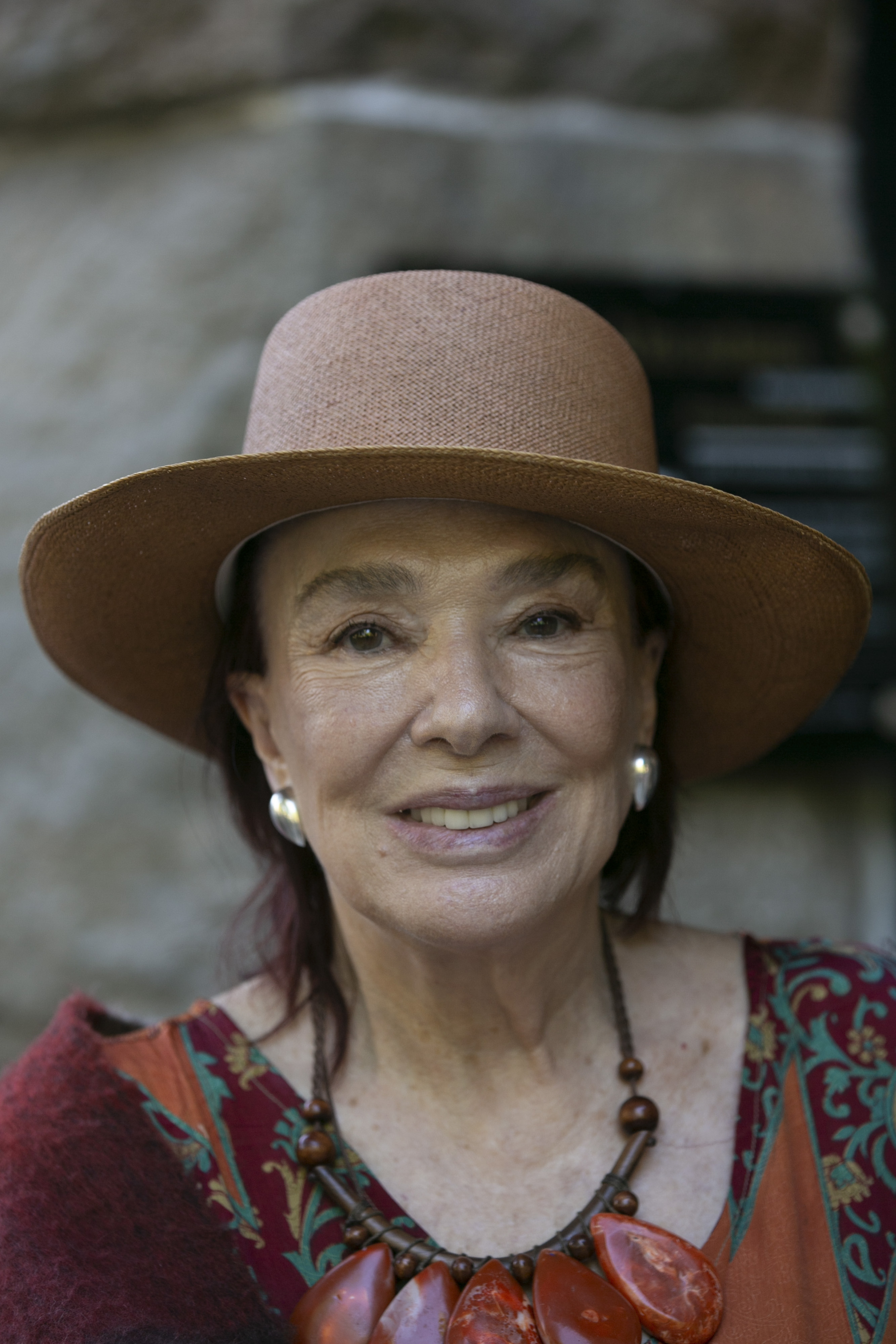
Graciela Borges nel 2022

- Doctores y Doctoras - serie TV (1960)
- Los suicidios constantes - serie TV, 19 episodi (1961)
- Obras Maestras - miniserie TV, 1 episodio (1961)
- Lo que buscamos de los hombres - serie TV (1962)
- Del barrio - serie TV (1962)
- Abismos de olvido - serie TV (1964)
- Tres Destinos - serie TV, 96 episodi (1966-1967)
- Alta comedia - serie TV, 13 episodi (1970-1997)
- Dulce Anastasia - telenovela, 63 episodi (1977)
- El mundo del espectaculo - serie TV, 1 episodio (1979)
- Pelear por la vida - telenovela, 163 episodi (1984)
- Los Jinetes del Alba - serie TV, 5 episodi (1990)
- Cha cha cha - serie TV, 1 episodio (1995)
- ¿Son o se hacen? - serie TV, 19 episodi (1997)
- La Argentina de Tato - serie TV, 1 episodio (1999)
- Primicias - serie TV, 37 episodi (2000)
- Tiempo final - serie TV, 1 episodio (2001)
- Infieles - serie TV, 1 episodio (2002)
- Quinto mandamiento - serie TV, 1 episodio (2004)
- Botines - serie TV, 1 episodio (2005)
- Historias de la primera vez - serie TV, 1 episodio (2011)
- El hombre de tu vida - serie TV, 2 episodi (2011)
- Vida de película - serie TV (2017)
- Terapia di coppia... aperta (Terapia alternativa) - serie TV, 5 episodi (2021)

## Riconoscimenti
- Condor d'argento

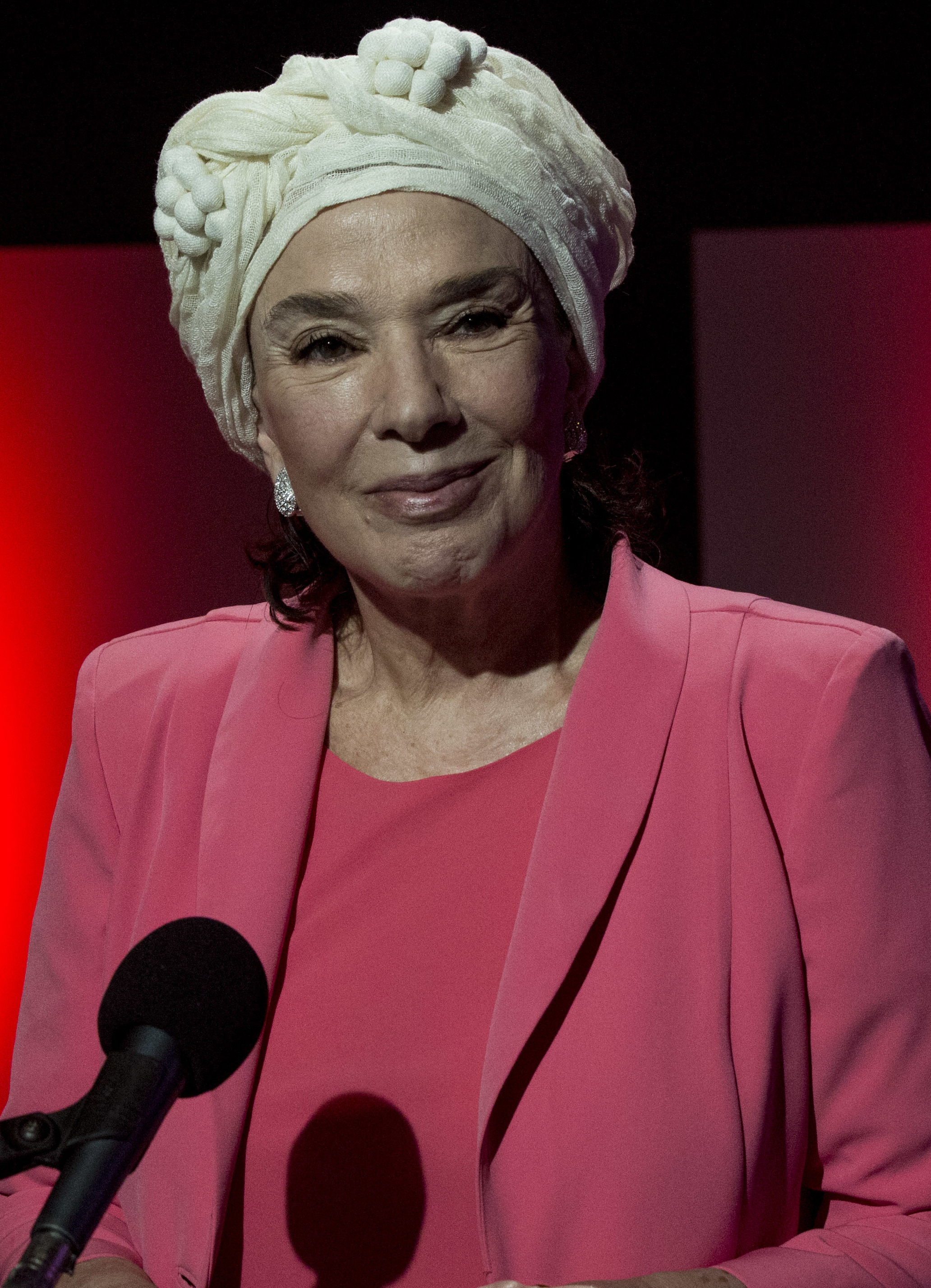
Graciela Borges nel 2015

  - 1970 – Candidatura alla migliore attrice per El dependiente
  - 2002 – Migliore attrice per La ciénaga
  - 2007 – Candidatura alla migliore attrice protagonista per Las manos
  - 2011 – Candidatura alla migliore attrice protagonista per Dos hermanos
  - 2012 – Candidatura alla migliore attrice protagonista per Viudas
  - 2015 – Premio alla carriera
  - 2019 – Migliore attrice non protagonista per Il segreto di una famiglia

- Festival internazionale del cinema di San Sebastián
  - 1971 – Concha de Plata alla migliore attrice per Crónica de una señora

- Premio Clarín
  - 2006 – Candidatura alla migliore attrice cinematografica per Las manos

- Premio ACE
  - 2020 – Miglior attrice cinematografica per Tokio

- Premio Martín Fierro
  - 1993 – Migliore attrice drammatica protagonista per Alta comedia
  - 2011 – Candidatura alla migliore partecipazione speciale per El hombre de tu vida

- Festival Internacional del Nuevo Cine Latinoamericano de La Habana
  - 2001 - Migliore attrice per La ciénaga

- Premio Konex
  - 1981 – Premio alla carriera
  - 2001 – Premio alla carriera
  - 2011 – Premio di platino

- Premio Sur

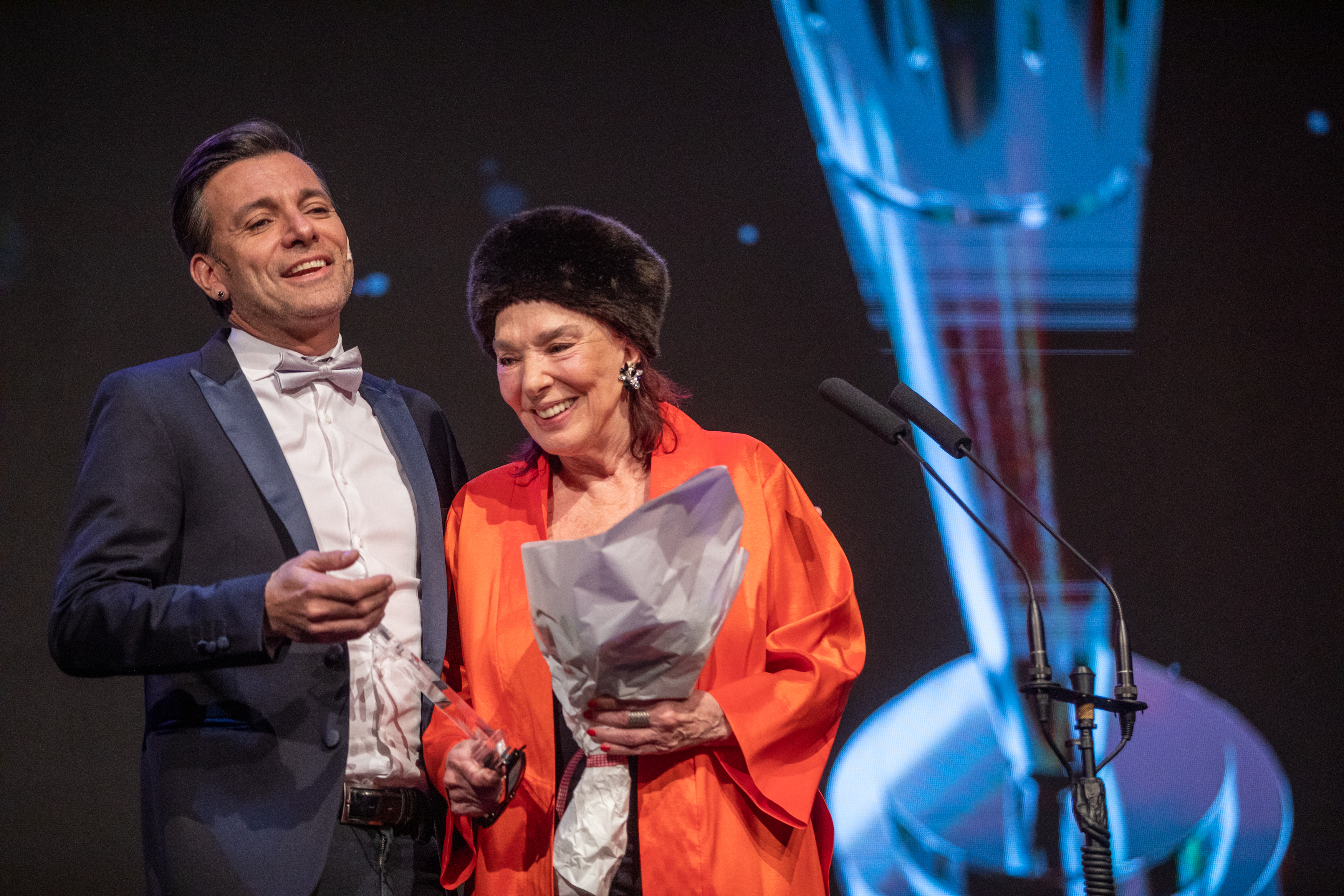
Martín Bossi con Graciela Borges ai Premi Sur 2021

  - 2006 – Migliore attrice protagonista per Las manos
  - 2010 – Candidatura alla migliore attrice protagonista per Dos hermanos
  - 2011 – Candidatura alla migliore attrice protagonista per Viudas
  - 2019 – Migliore attrice protagonista per La casa delle stelle
  - 2021 – Premio alla carriera

- Festival del Cinema di Bogotà
  - 1987 – Círculo Precolombino d'oro alla migliore attrice in un film sudamericano per Voglia di libertà

- Platino Award
  - 2020 – Candidatura alla migliore attrice per La casa delle stelle

- Cartagena Film Festival
  - 2007 – Migliore attrice non protagonista per Las manos

- FEST International Film Festival
  - 2019 – Migliore attrice per Il segreto di una famiglia